# زوران (سردشت)
زوران هي قرية في مقاطعة سردشت، إيران. يقدر عدد سكانها بـ 723 نسمة بحسب إحصاء 2016.